# Dave Alexander (Rockmusiker)
David Michael Alexander (* 3. Juni 1947 in Ann Arbor, Michigan; † 10. Februar 1975 ebenda) war ein US-amerikanischer Rockmusiker. Er war der erste Bassist der Protopunkband The Stooges.

## Leben
Dave Alexander, genannt Zander oder Dude Arnett, und die Asheton-Brüder Ron und Scott waren Schulfreunde, die alle die Highschool vorzeitig verließen. Alexander spielte zunächst Gitarre und Asheton Bass. Mit Iggy Pop gründeten sie 1967 die Band The Psychedelic Stooges. Ron Asheton übernahm bald die Gitarre und Alexander wechselte zum Bass.
Dave Alexander hatte maßgeblichen Einfluss auf die ersten beiden Alben der Stooges, wie die Band sich bald verkürzt nannte. Iggy Pop und Ron Asheton bescheinigten ihm in Interviews, Hauptautor verschiedener Songs gewesen zu sein: We Will Fall und Little Doll (beide auf The Stooges) sowie Dirt, 1970 und Fun House (auf Fun House).
Alexander konsumierte ab seinem elften Lebensjahr regelmäßig Alkohol und illegale Drogen. Er hatte einen Hang zum Okkulten und beschäftigte sich neben andern mit Aleister Crowley und Madame Blavatsky.
Am 8. August 1970 wurde Dave Alexander von Iggy Pop entlassen, nachdem er beim Auftritt der Band beim Goose Lake International Music Festival unter Drogeneinfluss auf die Bühne gekommen und unfähig war, Bass zu spielen.
Dave Alexander starb am 10. Februar 1975 im St. Josephs Mercy Hospital an den Folgen seines langjährigen übermäßigen Alkoholkonsums. Er litt bereits an einer Bauchspeicheldrüsenentzündung und starb an einem akuten Lungenödem. Durch seinen Tod im Alter von 27 Jahren wird er gelegentlich zum Klub 27 gezählt.

## Weblink
- Paul Trynka: Dave Alexander vom 27. September 2007. (englisch)